# Toracarí
Toracarí ist eine Ortschaft im Departamento Potosí im südamerikanischen Andenstaat Bolivien.

## Lage im Nahraum
Toracarí liegt in der Provinz Charcas und ist der zweitgrößte Ort im Cantón Toracarí im Municipio San Pedro de Buena Vista. Die Ortschaft liegt auf einer Höhe von 3036 m an der Mündung des Río Puca Mayu in den Río Sacani, den Oberlauf des Río San Pedro, einen der Zuflüsse zum bolivianischen Río Grande.

## Geographie
Toracarí liegt in der bolivianischen Cordillera Central im Übergangsbereich zum bolivianischen Tiefland.
Das Klima ist wegen der Höhenlage angenehm ausgeglichen, jedoch über weite Teile des Jahres sehr trocken. Die mittlere Durchschnittstemperatur der Region liegt bei etwa 18 °C (siehe Klimadiagramm Torotoro), die Monatsmittel schwanken nur unwesentlich zwischen 14,5 °C im Juli und 20 °C von November bis Januar. Der Jahresniederschlag beträgt etwa 560 mm, bei einer deutlich ausgeprägten Trockenzeit von April bis Oktober mit Monatsniederschlägen unter 25 mm und einer Feuchtezeit von Dezember bis Februar mit deutlich über 100 mm Monatsniederschlag.

## Verkehrsnetz
Toracarí liegt in südlicher Richtung 157 Straßenkilometer entfernt von Cochabamba, der Hauptstadt des gleichnamigen Departamento Cochabamba.
Von Cochabamba aus führt in westlicher Richtung die asphaltierte Nationalstraße Ruta 4, die bei Caracollo auf die nord-südlich verlaufende Ruta 1 stößt und in südlicher Richtung nach Potosí führt. In einer Entfernung von 37 Kilometern südwestlich von Cochabamba zweigt bei Parotani eine unbefestigte Landstraße in südöstlicher Richtung ab und erreicht nach 30 Kilometern die Stadt Capinota. Drei Kilometer südlich von Capinota zweigt eine weitere Landstraße nach Süden ab, überquert den Río Arque und führt weiter zu der Ortschaft Apillapampa, überwindet in ihrem weiteren Verlauf Passhöhen von 4000 m und führt nach insgesamt 85 Kilometern über Huaylloma und Saucini nach San Pedro de Buena Vista.
Einen Kilometer nördlich der Ortschaft Huaylloma bzw. 38 Kilometer vor San Pedro zweigt eine unbefestigte Nebenstraße nach Westen ab, windet sich in Serpentinen zum Río Sacani hinab, durchquert den Fluss und erreicht nach insgesamt sieben Kilometern das auf der rechten, westlichen Flussseite gelegene Toracarí.

## Bevölkerung
Die Einwohnerzahl der Ortschaft ist in dem Jahrzehnt zwischen den beiden letzten Volkszählungen auf mehr als das Doppelte angestiegen:
| Jahr | Einwohner         | Quelle       |
| ---- | ----------------- | ------------ |
| 1992 | keine Detaildaten | Volkszählung |
| 2001 | 227               | Volkszählung |
| 2012 | 561               | Volkszählung |
| 2024 |                   | Volkszählung |